# Paul Leroy (Maler)
Paul Leroy, eigentlich Paul Alexandre Alfred Leroy, (* 27. Dezember 1860 in Paris; † 1942 ebenda) war ein französischer Maler.

## Leben

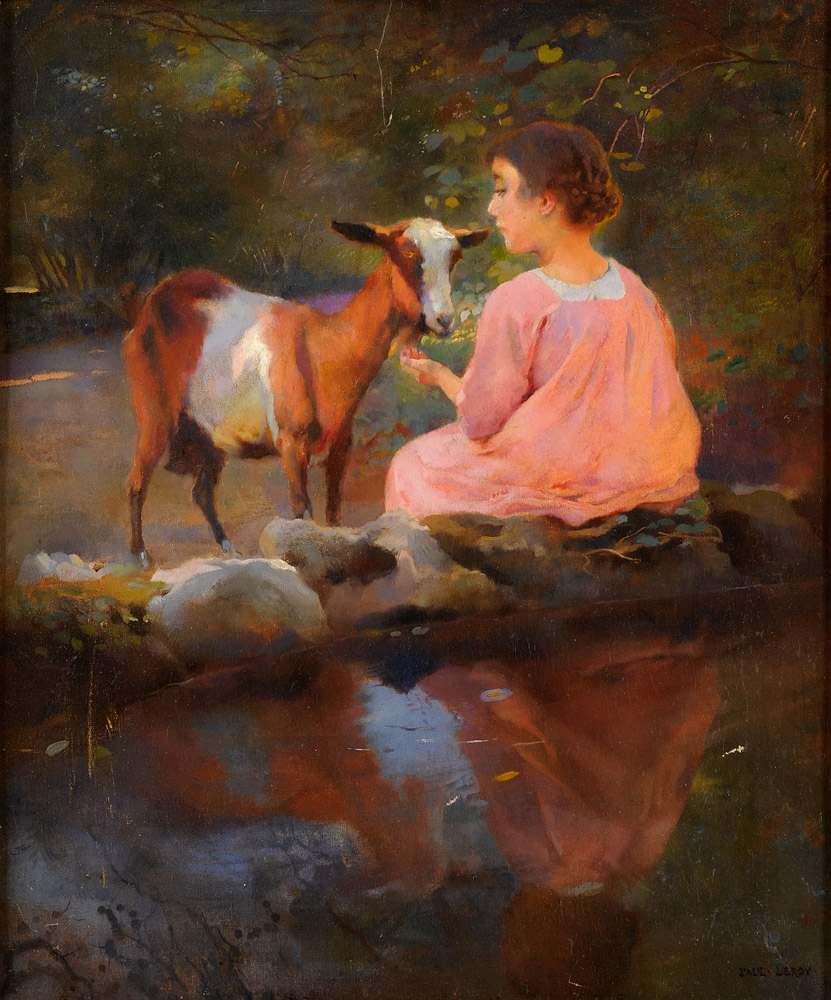
A la Fontaine, Algerien 1901

Seinen ersten künstlerischen Unterricht erhielt Leroy an der École des Beaux-Arts (EBA) von Odessa. Mit 17 Jahren kam er zusammen mit seiner Familie zurück nach Paris und wurde nun dort Schüler an der EBA. Parallel dazu bekam er Unterricht im Atelier von Alexandre Cabanel. Mit dessen Unterstützung wurde er 1881 zur großen Jahresausstellung des Salon de Paris zugelassen und konnte bis 1939 regelmäßig dort ausstellen. Paul Leroy unterrichtete auch an der Académie Vitti.

## Rezeption
Von seinen Studienreisen nach und durch Ägypten, Tunesien, Persien, Algerien und auch dem osmanischen Reich brachte Leroy eine Vielzahl von Eindrücken und Skizzen mit, welche dann auch zur Basis seiner vielgelobten Ölbilder wurden. Mit diesen Werken wurde er schon bald zu einem wichtigen Vertreter des Orientalismus.

## Werke (Auswahl)
- Rêverie au bord du bassin d’Arcachon. 1912.
- La vieillée à la villa Josephine. 1911.
- Portrait d’Alfred Leroy, enfant. 1918.